# Razdólie (Volgograd)
|  | Per a altres significats, vegeu «Razdólie». |

Razdólie (en rus: Раздолье) és un poble (un possiólok) de l'óblast de Volgograd, a Rússia, segons el cens del 2010 tenia 344 habitants.